# 中山加奈子
中山 加奈子（なかやま かなこ、1964年11月2日 - ）は、日本のボーカリスト、ギタリスト、作詞家、作曲家。

## 人物・概要
- 出身は京都府[1][2]とするものと神奈川県[3]とする資料がある。母親は、広島県出身[4][5]。
- 神奈川県立磯子高等学校卒業。
- プリンセス プリンセスのギタリストとして活動。活動中に「Diamonds」や「GO AWAY BOY」、「OH YEAH!」、「ジュリアン」などの作品を発表した。1996年の同バンド解散後はソロ活動を経てVooDoo Hawaiians結成。ヴォーカル&ギターを担当。その傍ら作詞家としての作品提供、執筆、作詞プロデュースなども行っている。
- 自ら一生結婚はしないと考えていたが、2004年2月7日、一般男性と結婚。自身の公式ホームページで「突然ですが、先日結婚しました。昔から結婚しないと言ってきたのに、こうなるとは人生不思議なもんです」と報告[いつ?]。
- 学生時代はメタル好きで、ノヴェラやLOUDNESSが好きだった[要出典]。
- ジョーン・ジェットを尊敬しており、ギター・テクニックやステージ・パフォーマンスはジョーンを意識したものである[独自研究?]。
- 使用ギターは、長年SGを愛用しており、アルバム『PRINCESS PRINCESS』収録曲の「錆びつきブルース」の歌詞にも「SGが叫んでる」というフレーズが書かれている。また、近年ではゼマティスのパールフロントモデルを使用しているのが確認できる。
- 野菜ソムリエの資格を取得した[いつ?]。

## ディスコグラフィ

### シングル
|                                              | 発売日        | タイトル               | c/w                                   | 規格         | 規格品番     |
| Sony Records                                 | Sony Records  | Sony Records           | Sony Records                          | Sony Records | Sony Records |
| -------------------------------------------- | ------------- | ---------------------- | ------------------------------------- | ------------ | ------------ |
| 1st                                          | 1995年2月1日  | 史上最大の作戦         | もう一度あいたい                      | 8cmCD        | SRDL-3965    |
| マーキュリー・ミュージックエンタテインメント |               |                        |                                       |              |              |
| 2nd                                          | 1998年2月11日 | ヴィシャス・サークル   | アンドロイド                          | 8cmCD        | PHDL-1119    |
| 3rd                                          | 1998年4月29日 | プルメリアの咲く場所へ | ダーリン -愛は生きているうちに-       | 8cmCD        | PHDL-1129    |
| DOYO Records Keraman 名義                    |               |                        |                                       |              |              |
| -                                            | 1999年7月28日 | 自爆装置               | Change The Channel THE VISITOR アヒル | Maxi         | DOYO-0001    |

### アルバム

#### オリジナルアルバム
|                                              | 発売日        | タイトル         | 規格         | 規格品番     |
| Sony Records                                 | Sony Records  | Sony Records     | Sony Records | Sony Records |
| -------------------------------------------- | ------------- | ---------------- | ------------ | ------------ |
| 1st                                          | 1995年3月8日  | ナカヤマの一発。 | CD           | SRCL-3135    |
| マーキュリー・ミュージックエンタテインメント |               |                  |              |              |
| 2nd                                          | 1998年3月18日 | HOWLING          | CD           | PHCL-5088    |
| Lip Mark Records                             |               |                  |              |              |
| 3rd                                          | 2019年6月18日 | ROLLING LIFE     | CD           | LMRCD-0001   |

### タイアップ一覧
| 曲名                   | タイアップ                                         | 収録作品                           |
| ---------------------- | -------------------------------------------------- | ---------------------------------- |
| プルメリアの咲く場所へ | テレビアニメ『LEGEND OF BASARA』エンディングテーマ | シングル「プルメリアの咲く場所へ」 |

### 楽曲提供
- 安達祐実
「革命」（作詞：中山加奈子 / 作曲：藤井尚之 / 編曲：ASA-CHANG・THE HEAD ACHES）
「さよならコスモス」（作詞：中山加奈子 / 作曲・編曲：朝本浩文）
- Be-B（和泉容）
「Forever Friend」（作詞：中山加奈子 / 作曲：佐藤宣彦 / 編曲：佐藤幸殻）
「夏の足音」（作詞：中山加奈子 / 作曲：佐藤宣彦 / 編曲：島田昌典）
「ミニローズ」（作詞：中山加奈子 / 作曲：山本恭司 / 編曲：古川貴司）
- 内田有紀
「アイシテル」（作詞：中山加奈子 / 作曲・編曲：奥居香）
- 落合祐里香
「Salty Chocolate」（作詞：中山加奈子 / 作曲・編曲：鎌田雅人）
「羽化-UKA-」（作詞：中山加奈子 / 作曲・編曲：鎌田雅人）
- 華原朋美
「Never Say Never」（作詞・作曲：Andy Marvel, Billy Mann, Jennifer Paige / 日本語詞：中山加奈子 / 編曲：Andy Marvel）
- Coming Century
「僕の告白」（作詞：中山加奈子 / 作曲・編曲：星野靖彦）
- COLOR
「小さき者たち」（作詞：中山加奈子 / 作曲：岸谷香 / 編曲：河野伸）
- 菊地由美
「Sea -月のあかり-」（作詞：中山加奈子 / 作曲：大藤史 / 編曲：東純二）
- ササジーズ
「パピヨン」（作詞：中山加奈子 / 作曲・編曲：笹路正徳）
- 椎名へきる
「目を覚ませ、男なら」「星空のシャワー」（作詞：中山加奈子 / 作曲・編曲：後藤次利）
「だめよ! だめよ! だめよ!!」（作詞：中山加奈子 / 作曲：羽場仁志 / 編曲：磯谷健）
「色褪せない瞬間」（作詞：中山加奈子 / 作曲：深田太郎 / 編曲：岩崎琢）
「ファンタジア」（作詞：中山加奈子 / 作曲：木根尚登 / 編曲：西脇辰弥）
「電撃ジャップ」（作詞：中山加奈子 / 作曲：伊東大和 / 編曲：木村建）
「青い人魚」（作詞：中山加奈子 / 作曲・編曲：酒井ミキオ）
「ラブ･ジェットコースター」（作詞：中山加奈子 / 作曲：羽岡佳 / 編曲：大坪稔明）
「熱風」（作詞：中山加奈子 / 作曲：木根尚登 / 編曲：大坪稔明）
「Clear Sky」（作詞：中山加奈子 / 作曲・編曲：DAITA）
「ロックンロール・ラブレター」（作詞：中山加奈子 / 作曲・編曲：木村建）
「WONDER☆RIDER」（作詞：中山加奈子 / 作曲・編曲：木村建）
- 鈴木紗理奈
「No More Heroes」（作詞・作曲：中山加奈子 / 編曲：佐久間正英）
「GOLD」（作詞：鈴木紗理奈 / 作曲：中山加奈子 / 編曲：佐久間正英）
「Summer of Twenty」（作詞・作曲：中山加奈子 / 編曲：佐久間正英）
- 高橋由美子
「ふたりの距離」（作詞：中山加奈子 / 作曲：林有三 / 編曲：CHiBUN）
「屋上」（作詞：中山加奈子 / 作曲：兼元一也 / 編曲：CHiBUN）
- 玉川紗己子
「NOW DREAMIN'」（作詞・作曲：中山加奈子 / 編曲：菊池琢己）
- 露崎春女
「PRAYER」（作詞：中山加奈子 / 作曲・編曲：佐々木潤）
- 寺岡呼人
「12月のメリーゴーランド」（作詞：中山加奈子 / 作曲：寺岡呼人・桜井和寿 / 編曲：寺岡呼人・飯尾芳史）
- てれび戦士'99
「恋の天才 〜ジョンとミケの場合〜」（作詞：中山加奈子 / 作曲・編曲：奥居香）
- V6
「逃亡者 -FUGITIVE-」（作詞：中山加奈子 / 作曲・編曲：星野靖彦）
- 松下萌子
「HELLO」（作詞：岸谷香・中山加奈子 / 作曲：岸谷香 / 編曲：小西貴雄）
- 松本梨香
「ガーベラ」（作詞：中山加奈子 / 作曲：Chihiro / 編曲：笹路正徳）
「水の中の月」（作詞：中山加奈子 / 作曲：奥居香 / 編曲：笹路正徳）
- Melody
「Oh Please!」（作詞：中山加奈子 / 作曲：増本直樹 / 編曲：鈴木雅也）
- 森口博子
「0の本気」「GIVE」（作詞：中山加奈子 / 作曲：宮島律子 / 編曲：迫田到）
- 森の磯松（森尾由美・磯野貴理子・松居直美）
「Happy Line」（作詞：とみたきょうこ / 作曲：中山加奈子）
- 吉野紗香
「ざわめき」「Empty -さみしさが見る夢-」（作詞：中山加奈子 / 作曲・編曲：後藤次利）

### ミュージカル
- Rock To The Future D・LIVE ORIGINAL COMPILATION（1996年・1997年）

### Rock To The Future過去に参加したユニット
- Millennium Eve（ミレニアム・イヴ）
ミュージカル、Rock To The Future（Panasonic D・LIVE / 1996年・1997年 / 赤坂BLITS）内での劇中バンドだった。1997年1月、シングル婀娜〜ADAを発売。同年7月、西城秀樹のトリビュート・アルバム「KIDS’WANNA ROCK!」に4曲目のギャランドゥで参加。
メンバーは、vocal：杏子（ex:BARBEE BOYS）、guitar：中山加奈子、bass：仙波さとみ (SHOW-YA)、drums：MITSUKO (ex:GO-BANG'S)、keyboard：中村美紀 (SHOW-YA)。
「婀娜 〜ADA」（作詞：中山加奈子 / 作曲：白石紗澄李 / 編曲：白石紗澄李・鈴木雅也）c/w 「ALL ABOUT EVE」

### 書籍
著書
- 買えない運命（1995年5月4日、シンコー･ミュージック）
- 独身恋愛（1999年7月10日、世界文化社）
- 消音シャウト（2003年5月21日、自費出版）